# Donacià, Presidi i companys màrtirs
Donacià, Presidi, Mansuet, Germà i Fúscul foren bisbes d'Àfrica (l'actual Tunísia), i durant la persecució del rei vàndal Huneric al segle v, i per la seva defensa de la fe catòlica, foren aplegats al Kef i Lorbeus, on van ser apallissats i d'on foren expulsats al desert del sud, a terra dels gètuls. Per això es consideren màrtirs. També fou torturat Letus, bisbe de Nepte, a la Bizacena, que fou empresonat i mort a la foguera.
Els esmenta sant Víctor de Vita a la seva història de la persecució sota els vàndals. La seva festa conjunta és el 6 de setembre.